# Hexatoma (Eriocera) abdominalis
Hexatoma (Eriocera) abdominalis is een tweevleugelige uit de familie steltmuggen (Limoniidae). De soort komt voor in het Oriëntaals gebied.